# Glomerella septospora
Glomerella septospora är en svampart som beskrevs av Sivan. & W.H. Hsieh 1993. Glomerella septospora ingår i släktet Glomerella och familjen Glomerellaceae.   Inga underarter finns listade i Catalogue of Life.